# 深圳卫视
深圳衛視是深圳廣播電影電視集團下屬的一個主力電視頻道，高標清、4K超高清制式同步播出，全天24小時廣播。深圳衛視於2004年5月28日試播，同年12月正式上星播出，是作为承担中国内地对香港的宣传任务而批准设置的城市级卫视频道。深圳衛視播出的節目包括新聞、電視劇、時事評論、綜藝和財經節目。
深圳衛視通過中星6A、中星9號衛星覆蓋全國，在全國乃至世界各地華人圈具有一定影響力，其製作的時事節目《決勝制高點》在2013年全國綜藝節目排行榜中排名第五，根據央視索福瑞2011年媒介研究數據，深圳衛視的收視率在全國省級衛視中排名前十，黄金收視排名全國第八。
深圳衛視國際版内部呼号深圳國際頻道，通過亞太5號衛星覆蓋東南亞、中亞、大洋洲以及太平洋地區，深圳衛視國際版亦落地長城平台的美洲、歐洲、加拿大、東南亞、澳洲、新西蘭平台播出。國際通用版本、香港版本和內地版本有差別，例如香港版有部分粤语节目，美洲版不轉播中央電視台新聞聯播。

## 歷史
- 2004年5月28日，深圳衛視開始試播，在深圳有線電視網及香港有線電視26頻道（香港版本）播出。同年12月，深圳衛視正式上星播出。[5]
- 2005年，深圳电视台财经頻道（深视八套）改为深圳卫视，与原有深圳卫视国內上星版同步播出，並取代原本在天威有线电视播出的版本。
- 2008年，深圳衛視舉辦的電視活動「揚帆萬里——深圳衛視號紀念改革開放30週年沿海行」在天津濱海新區外灘公園舉行啟航儀式。該活動的主要內容為帆船「深圳衛視號」自天津沿海岸線駛向深圳，宗旨在於宣傳深圳經濟特區和改革開放的成果。[6]
- 2009年5月，深圳衛視改版，在晚間黃金時段推出新聞節目《直播港澳台》、《深視新聞》、《解密》。當時除中国中央电视台有關頻道有一兩檔新聞節目播出外，全國各省級衛視在黃金時段都主要播出電視劇或綜藝節目。[7]
- 2009年9月28日，深圳衛視高清版正式開播。首先接入信號的有線電視服務商包括北京歌華有線、江蘇有線、杭州華數、深圳天威有線、上海東方有線。[8]
- 2010年12月1日，深圳衛視香港版正式在香港數碼地面電視廣播播出，經亞洲電視轉播，頻道號為17頻道。這標誌著深圳衛視在香港實現全境落地。[9]在此之前，深圳衛視香港版已經在香港的收費電視網絡香港有線電視26頻道、now寬頻電視852頻道開播。
- 2012年12月31日下午六時開始，亞視把寬屏信箱改版成紫色三角形設計。
- 2013年7月1日開始，亞視把寬屏信箱改版成橙色柱體設計。2015年7月24日開始，亞視所有頻道播放或轉播4:3的節目時，宽屏信箱都取消畫面框外彩帶，恢复成傳統的黑邊。
- 2013年10月，深圳衛視正式與土豆網合作，實現資源分享、版權互通。[10]
- 2014年11月15日上午7時27分左右，深圳卫视再次改版，节目包装、节目预告等均有变动。[11]
- 2015年5月15日，深圳广电集团全媒体融合新闻中心正式启用，深圳卫视旗下的新闻资讯节目即日起在该中心制作播出。[12]
- 2016年4月2日，因應亞視免費電視牌照不獲續期，香港特別行政區政府收回亞視模擬與數碼頻譜，深圳衛視国际版本在香港地面电视也隨之終止播映。
- 2016年5月4日，香港now寬頻電視540頻道深圳衛視啟播，深圳衛視重新登陸香港播映[13]。
- 2017年7月28日，深圳卫视登陆国家新闻出版广电总局“户户通”直播卫星平台，户户通用户方可收看该频道节目。
- 2017年11月28日，于“2018年深圳卫视AMAZING X 推介会”上，深圳卫视携手爱奇艺达成全新的战略合作，爱奇艺出品的10部大剧于2018年起陆续登陆深圳卫视全国首播[14]。
- 2017年12月8日凌晨，深圳卫视随着深圳电视台全台一同更换台标，为现用的白色丝状台标基础上嵌入粉红色卡状矩形式，在台标底侧写入频道名称。
- 2018年9月1日，香港有線電視將深圳衛視香港版由26頻道更改至335頻道[15]。
- 2018年12月7日凌晨开始，深圳卫视标清频道节目画面实现16:9播出。
- 2019年2月4日，深圳卫视（国内版）高、标清信号转播2019年中央广播电视总台春节联欢晚会期间统一为高清信号[a]，在转播结束之后转播CCTV1综合信号恢复对应线路转播，高清转播CCTV1综合高清，标清转播CCTV1综合标清。

## 節目

### 新聞資訊
深圳衛視製作的新聞節目包括綜合類新聞節目、時事評論類節目、軍事分析類節目。

#### 《深視新聞》
《深視新聞》（SZTV News）是深圳衛視晚間播出的主要新聞節目，于1984年1月1日深圳电视台成立当天开播，主要播出深圳本地的時政要聞、民生新聞，有時也會播出國內、港澳台、國際新聞。該節目於每天傍晚18:30至19:00播出（中國大陸版本）。
為丰富深圳时政新闻报道的內容及形式，深圳卫视於2021年1月11日起，每晚22:20至22:30播出《晚間报道》时政观察栏目，并分為《今日观点》和《晚間评论》兩個部份，前者為报道各行业和领域最新动向，後者為邀請專家对深圳的时政進行分折。（现已2024年6月27日停播，原时段由国际传播中心直新闻团队《直财经》取代）节目片尾播报天气时，会播放类似香港有线新闻的中心区实景画面。

#### 《正午看天下》
《正午看天下》（原名《正午30分》）《正午30分》《30 Minutes at noon》开播于2005年1月1日深圳卫视于每天中午11:50播出的新闻节目。节目分为两部分：第一部分播出国内、港澳台、国际要闻，以及深圳本地重要新闻，但时政新闻较少；第二部分播出社会新闻及气象科普节目《谈天说地》（精华版）。
该节目开播时的节目时长为30分钟。在频道改版后，该节目也随之扩版，现节目时长为50分钟。

#### 《直播港澳台》
《直播港澳台》（Greater China Live）于2006年5月1日開播，於每晚22:30播出（中國大陸版本），提供國際時事、軍事、娛樂、文化、生活、財經資訊，涉及地區不僅限於港澳台。節目使用連線、特約評論、訪談等方式進行報道，播出時屏幕下方會滾動顯示新聞快訊。
對於重要事件，節目組會派出記者現場報道，也會和兩岸三地的媒體（包括新浪網、搜狐網、香港TVB、文匯報、香港商報、台灣TVBS、澳門澳廣視等）進行合作。
《直播港澳台》在2009年被國家廣電總局主管的《綜藝》雜誌評為12大年度節目之一。
目前《直播港澳台》与《直财经》、《军情直播间》、《决胜制高点》、《关键洞察力》共用一个节目组，即“直新闻”团队（原名《直播港澳台》团队）。

#### 《決勝制高點》
《決勝制高點》（Hot Spot Debate）是深圳衛視於2012年4月2日開播的時事節目，每期節目針對某一個時事主題進行剖析，並由數名評論員進行評論。節目使用虛擬演播室，也會使用3D特效。《決勝制高點》在2013年全國綜藝節目排行榜中排名第五。該節目於每週一晚間21:18至22:25播出（中國大陸版本）。

#### 《關鍵洞察力》
《關鍵洞察力》（Key Insights）是深圳衛視的一檔解析國際時事的先鋒新聞節目，於2013年3月6日開播。節目通過對焦點新聞人物微表情的分析，解析國際時事。節目使用虛擬演播室，並邀請心理學專家和時事評論員參與節目。該節目於每週三晚間21:20至22:25播出（中國大陸版本）。

#### 《軍情直播間》
《軍情直播間》（Military Situation）是深圳衛視的一檔國際時事節目。該節目和《關鍵洞察力》、《決勝制高點》一樣使用虛擬演播室，並邀請時事評論員參與節目。節目所涉及的並不僅限於軍事（例如2014年播出了馬航MH370航班的空難事件）。該節目於每週二晚間21:20至22:25播出（中國大陸版本）。

#### 特别节目

##### 台风下的特别安排
若深圳市气象台发布台风黄色预警信号或更高级别的信号，深圳卫视将会从早晨八时开始，每小时播出一节台风特别报道，至晚间12:00为止。若预警信号至中午仍未撤去，则中午11:50播出的《正午30分》将暂停播出，而只播出约10分钟的时政要闻，之后继续播出台风特别节目。

### 綜藝
深圳卫视的综艺节目一般在周四至周日晚播出，并在日间重播，且大部分综艺节目为季播节目，部分在播出数月后及结束。同时深圳卫视也会不定期举办大型活动。深圳卫视较为知名的综艺节目包括《年代秀》《饭没了秀》《男左女右》《大牌生日会》。
2011年5月27日，深圳卫视改版，并以每周七天每天晚间黄金时间9:20播出一档自制栏目的方式，安排综艺节目和新闻资讯节目，称为“晚间920节目群”。这个安排一直沿用至今。
目前晚间黄金时段播出的节目包括新闻资讯节目《决胜制高点》（周一）、《军情直播间》（周二）、《关键洞察力》（周三），综艺节目《你好！面试官》（周四）、《爱情找对门》（周五）等。

#### 季播综艺节目

##### 《年代秀》
《年代秀》（The Generation Show）是深圳卫视播出的一档季播互动综艺节目。节目引进比利时弗拉芒广播电视公司（VRT）综艺节目《De generatieshow》的模式，每期节目邀请代表60后、70后、80后、90后、00后五个年代观众喜爱的各界明星，通过年代答题、游戏竞技等环节进行同场竞赛，并且结合影像、实物、音乐表演、时尚秀等元素唤起观众的年代回忆。
该节目主持人为赵屹鸥，自2011年5月7日播出第一季开始，目前已播出十八季。

### 科创节目

#### 《科创最前沿》
中国首档以AIGC大数据为主的日播科创资讯类栏目。

#### 已停播的综艺节目
- 《超级情感对队碰》
- 《香港人在故乡》
- 《留学生》
- 《好歌最流行》
- 《解密》
- 《大牌生日会》
- 《蒙牛酸酸乳音乐梦想学院》
- 《加速心跳》
- 《今天告诉你》
- 《别对我说谎》
- 《22度观察》
- 《大旅行家》
- 《男左女右》
- 《大娱乐家》
- 《清唱团》
- 《对口型大作战》
- 《一键启动》
- 《创客星球》
- 《创客星球2》
- 《夜问》
- 《饭没了秀》
- 《年代秀》
- 《百佬会》
- 《合伙中国人》
- 《极速前进》
- 《疯狂的丛林》
- 《一块投吧》
- 《为梦想加速》
- 《创新者》
- 《爱情找对门》
- 《勇士的征途》
- 《勇士的荣耀》
- 《闪亮的爸爸》
- 《闪亮的爸爸2》
- 《周六问爸爸》
- 《创新青年说》
- 《一路书香》
- 《中德制造》
- 《信仰的力量》
- 《极速环游记》
- 《这是谁的家》
- 《热点云登录》
- 《起舞吧!齐舞》
- 《时间的朋友》
- 《水的智慧》
- 《潮流》
- 《凯叔魔幻童话之夜》
- 《激荡中国》
- 《大漠绿色梦》
- 《火力无限》
- 《我的白大褂》
- 《我的白大褂2》
- 《你好！面试官》
- 《起舞吧！起舞2》
- 《早点江湖-叹早茶》
- 《两天一夜山屿海》
- 《夏日冲击波》
- 《卧谈会有趣》
- 《辣妈学院》
- 《温暖在身边》
- 《课间十分钟》
- 《一起探恋爱》
- 《新年音乐会》
- 《樊登读书只是进化论年度主题演讲》
- 《香港，我们的故事》
- 《嗨！自在生活》
- 《非常静距离》
- 《大湾区会客厅》
- 《奇妙的居民》
- 《课间·行见江山》
- 《晚间报道》
- 《饭没了秀》
- 《男左女右》
- 《晚间报道》
- 《大使的任务》
- 《关键洞察力》

### 電視劇
與其他省級衛星電視台一樣，深圳衛視的電視劇時段佔全天節目時段的絕大部分，播出的電視劇包括偶像劇、時裝劇、古裝劇等，主要為國內電視劇。有時也會自制劇集，例如《畫皮》。首播劇集主要安排在晚間時段。
- 週一至週四、週六、周日：19:30-21:30
- 週五：19:30-21:00

### 动画片
深圳卫视会于周一至周五早晨时段播出动画片，以中国大陆制作的动画片为主。

### 纪录片
深圳卫视周一至周五午间播出《探秘时刻》节目，也不定期制作纪录片节目，如《宅人食堂》，也播出CCTV-4制作的纪录片。此外，为响应广电总局要求，也播出“中国梦”主题纪录片。

#### 《宅人食堂》
《宅人食堂》是深圳卫视播出的一部季播纪录片，已播出两季。第一季讲述美食电商创业过程中与美食相关的故事，而第二季采用类似于微电影的拍摄风格，每集选取某一主题，通过讲述一个或几个主人公的美食故事，体现美食中蕴含的文化和感情。第一季自2015年11月15日起每周日晚21:20播出，共播出12集。第二季自2016年11月25日起每周五晚21:25播出。
《宅人食堂》第一季被香港TVB购入，并于2016年12月15日起在J5频道播出。

### 大型活動
深圳卫视会不定期与其他机构合作，开展大型活动，包括每年春节的深圳卫视跨年音乐会。
- 「揚帆萬里——深圳衛視號紀念改革開放30週年沿海行」（2008年）:是一檔紀實節目，主要內容為帆船「深圳衛視號」自天津沿海岸線駛向深圳，沿途對宗旨在於宣傳深圳經濟特區和改革開放的成果。（專題頁面 （页面存档备份，存于））

- 極速前進（2014-2017年）：是美國CBS的真人秀節目《極速前進》的中國版，記錄多對選手在一個月中進行的環球競賽。

- 中國音超（2013-2014年）：由中國文聯和中國音協共同主辦，並由深圳廣播電影電視集團承辦的國家級音樂大獎賽。

- 中韩梦之队（2015年）：由深圳卫视与韩国KBS联合制作的真人秀节目。节目源于KBS综艺节目出发梦之队，由中韩两国的明星对战多项竞赛。[26]

### 中國國內版本黃金時段節目
新聞節目為綠色；綜藝和生活節目為金色；電視劇和電影為米色。
| 時間   | 18:30    | 19:00              | 19:30                       | 21:00                       | 21:20        | 22:00        | 22:30      | 23:30      |
| ------ | -------- | ------------------ | --------------------------- | --------------------------- | ------------ | ------------ | ---------- | ---------- |
| 星期一 | 深視新聞 | 轉播中央台新聞聯播 | 黃金剧场：《下一站是幸福 》 | 黃金剧场：《下一站是幸福 》 | 決勝制高點   | 決勝制高點   | 直播港澳台 | 直播港澳台 |
| 星期二 | 深視新聞 | 轉播中央台新聞聯播 | 黃金剧场：《下一站是幸福 》 | 黃金剧场：《下一站是幸福 》 | 軍情直播間   | 軍情直播間   | 直播港澳台 | 直播港澳台 |
| 星期三 | 深視新聞 | 轉播中央台新聞聯播 | 黃金剧场：《下一站是幸福 》 | 黃金剧场：《下一站是幸福 》 | 關鍵洞察力   | 關鍵洞察力   | 直播港澳台 | 直播港澳台 |
| 星期四 | 深視新聞 | 轉播中央台新聞聯播 | 黃金剧场：《下一站是幸福 》 | 黃金剧场：《下一站是幸福 》 | 你好！面试官 | 你好！面试官 | 直播港澳台 | 直播港澳台 |
| 星期五 | 深視新聞 | 轉播中央台新聞聯播 | 黃金剧场：《下一站是幸福 》 | 黃金剧场：《下一站是幸福 》 | 爱情找对门   | 爱情找对门   | 直播港澳台 | 直播港澳台 |
| 星期六 | 深視新聞 | 轉播中央台新聞聯播 | 黃金劇場：《下一站是幸福 》 | 黃金劇場：《下一站是幸福 》 | 年代秀       | 年代秀       | 直播港澳台 | 直播港澳台 |
| 星期日 | 深視新聞 | 轉播中央台新聞聯播 | 黃金劇場：《下一站是幸福 》 | 黃金劇場：《下一站是幸福 》 | 宅人食堂     | 勇士的荣耀   | 直播港澳台 | 直播港澳台 |

## 节目特色
在中国大陆，由于新闻节目政策风险高、收视难有效果，且各地方台没有新闻资源，各省级卫星频道极少在黄金时段播出新闻节目，而以制作综艺节目和播出电视剧为主。而深圳卫视较为重视新闻节目，与绝大多数卫星频道不同。
深圳卫视于2004年开播，开播初期最初是80%节目为粤语广播，因应“移民城市”特色加上广电总局批准南方卫视为指定粤语上星综合频道，故深圳卫视被要求全部改为普通话播出。当时多家省级卫星频道（例如浙江卫视、湖南卫视）已经在综艺节目制播中具备一定经验，也获得一定的收视群体。深圳卫视因被要求普通话播出后，走出去面向全国覆盖（2006年落地广州），为了取得更高收视率，便借助毗邻香港的优势，从新闻节目入手，目前一直保持着二线头水平。
2006年，深圳广电集团获批在香港建立记者站和演播室，并在国际发生重大事件时，向事件现场派遣记者，此后深圳卫视也在北京、上海、台北等地设立记者站和演播室，当重大事件发生时，深圳卫视能及时抵达现场采访。
同年5月1日，深圳卫视新闻节目《直播港澳台》开播，节目对港澳台以及国际时事、政治、军事新闻进行归纳报道，并邀请各地评论员进行评论。而分别于2011、2012、2013年开播的《军情直播间》《决胜制高点》《关键洞察力》更是从各个角度剖析时事政治新闻，使深圳卫视黄金时段节目异于其他卫星频道。

## 台标
深圳卫视的台标与深圳广电集团相同：台标的S形代表“深”（shēn）的拼音首字母，反向的Z形代表“圳”（zhèn）的拼音首字母。标志中的三条线条原本为代表电视图像信号的三原色红、绿、蓝，但后来改为单色。深圳卫视上星初期为红色台标，右侧是随和书画字体的“深圳”两字（上星前同其他频道一样是“白色S台标+普通字体的'SZTV-X'”），一段时间后变回原样，即“白色S台标+普通字体的'深圳'两字”，其他频道亦一同变成“白色S台标+普通字体的频道名称”，2010年深圳卫视国内版台标增加“卫视”两字。
2017年12月8日凌晨，深圳电视台全台更换台标，为现用的白色丝状台标基础上嵌入粉红色卡状矩形式，在台标底侧写入频道名称，并加入不断环绕转动高亮的光晕动态效果。其中深圳卫视的台标标注文字依然是“深圳卫视”四字（国内版）和“深圳”两字（国际版）。

## 主持人
- 王海东
- 史强（强子）
- 刘雨璇
- 刘瀚泽
- 马志杰（马一）
- 张溢
- 唐婉琦
- 刘映映（兼卫视中心科创节目制片人）
- 冯禧
- 路子豪

## 廣播格式
標清：寬高比16:9，576i，聲音為立體聲。
高清：寬高比16:9，1080i，聲音為立體聲及環繞聲。
超高清：宽高比16:9，2160p，聲音為立體聲及環繞聲。
于深圳播出的地面数字电视版本采用DTMB制式广播，画面以MPEG-4编码，伴音以MPEG-1编码。
在标清版深圳卫视实现16:9画幅播出前，播出新聞節目时會從16:9畫面截取出4:3畫面，因此屏幕下方的字幕跑馬燈、右上角的天氣預警圖標等會遷就觀看標清版本的觀眾；而電視劇、綜藝節目會在畫面上下加上黑邊，以免使字幕、人物不能完全顯示。对于4:3宽高比的节目，高清版深圳卫视会在两边加上黑边，其中在新闻节目中，4:3宽高比的新闻素材两边会以虚化的背景加以填充。

### 接收方式
卫星信号接收：标清及高清版深圳卫视都通过亚太5号138Ku波段、中星6AC波段（高清版为锁码）向东亚地区播出。
有线数字电视：深圳卫视（含高标清版本）已在深圳天威有线以及全国各地城市的有线电视网络中落地播放。
地面数字电视：在深圳地区，深圳卫视高清版以DTMB制式，在474兆赫于梧桐山山顶向全市发射免费地面数字电视信号。
宽频电视：中国各地城市三大运营商IPTV（国内版含高清）、香港now TV（國際版）均可收看。

## 爭議
- 香港廣播事務管理局在2011年接到多宗投訴，指在多期《直播港澳台》節目中，有違反香港電視業務（節目及廣告）守則內規定的廣告宣傳內容。[31]

- 深圳衛視在2014年播出的自制節目《來吧孩子》因其內容涉及孕婦分娩過程，曾引起觀眾和網民的質疑。反對該節目的人表示，該節目過於血腥，暴露他人隱私，影響產房助產過程，「有悖傳播倫理」；支持者則表示，該節目「表現了母愛的偉大」，可以體現生命價值，對於沒有經驗的家庭也是一種借鑒。[32]《來吧孩子》曾於2014年5月23日停播。

- 福建IPTV播控平台曾于2018年11月透过三大运营商纷纷下线深圳卫视，高标清均消失不见，却未见得当地受众反常，不过后续恢复上线。据传是因当年深圳天威视讯（有线电视）、深圳电信IPTV（深圳广信平台）均下线了东南卫视、厦门卫视，且深圳卫视的《直播港澳台》栏目与东南卫视的《海峡新干线》定位相同引起的竞争抗衡而出现的互掐现象，具体原因不明。
- 2022年8月8日，在美国众议院议长佩洛西到访台湾掀起台海风波的背景下，《深圳卫视》揭露佩洛西的丈夫保罗·佩洛西在香港管理铭基亚洲基金管理资产规模达到174亿美元，引起铭基亚洲发文澄清，该公司与佩洛西家族无任何直接商业关系，并指出一些媒体文章多次错误地将创办人保罗·马修斯称为佩洛西的丈夫保罗·佩洛西[33]。

## 备注
1. ↑  不适用于深圳天威，后者会在央视春晚期间将所有转播春晚的频道全部替换为CCTV1综合的清流信号。

## 外部連結
- 深圳卫视官方网站 （页面存档备份，存于）
- 深圳卫视的新浪微博